# 何培夫
何培夫（1954年3月19日:413—2022年10月27日），臺灣歷史學者，前國立成功大學歷史學系教授，中國文化大學史學研究所碩士。何培夫的研究領域為臺灣史，尤其是臺灣地區碑碣史料的採拓與研究。代表著作為套書《臺灣地區現存碑碣圖誌》16冊、《金門‧馬祖地區現存碑碣圖誌》1冊。

## 生平
何培夫就讀成大歷史系期間，得到教授李冕世的指導，啟蒙史學和拓碑技能。另外在學者黃典權的指導下，曾負責成大歷史系史蹟勘考的活動及刊物出版。由於長期參與該項活動，使何培夫有能力在日後承接中央圖書館臺灣分館（現為國立臺灣圖書館）委託，在民國89年到98年（1990年到1999年）期間進行全臺灣碑碣採集、拓碑出版的計畫。在這期間因計畫經費不足，何培夫遂自願減少主持人費用來補足。而原本這項委託的採集範圍只要求臺灣本島，但何培夫認為範圍應該拓展到離島，於是將主持人費用移作繼續前往金門、馬祖等地採集與拓碑的經費。
民國七十一年（1982年），何培夫於母校成大歷史系任教。民國七十八年（1989年）1月，出任臺南市文獻委員會委員。民國八十年（1991年）8月，出任臺南市文廟管理委員會委員。:413
民國九十年（2002年）6月，何培夫出任臺南市古蹟暨歷史建築審查委員會第一屆委員、嘉義縣古蹟暨歷史建築審查委員會第一屆委員。並出任臺南縣文獻委員會委員。:413
由於主持過碑碣採拓整理計畫，他於民國88年（1999年）獲得臺灣省文獻委員會第一屆「傑出臺灣文獻獎──傑出文獻工作獎」。
民國111年（2022年）10月27日，因肝癌病逝。